# مياكونوجو (ميازاكي)
مدينة مياكونوجو (بالإنجليزية: Miyakonojō)‏ هي أحد المدن التابعة لمحافظة ميازاكي. تأسست رسميًا في 01/04/1924. ويقدر عدد سكانها بـ 169384 نسمة حسب تقدير مكتب الإحصاء الياباني لعام 2012. تبلغ مساحة مياكونوجو 653.31 كم2. بكثافة سكانية تبلغ 259 نسمة/كم2.

## المناخ
يظهر الجدول التالي التغييرات المناخية على مدار السنة لمياكونوجو:
| البيانات المناخية لـمياكونوجو     | البيانات المناخية لـمياكونوجو | البيانات المناخية لـمياكونوجو | البيانات المناخية لـمياكونوجو | البيانات المناخية لـمياكونوجو | البيانات المناخية لـمياكونوجو | البيانات المناخية لـمياكونوجو | البيانات المناخية لـمياكونوجو | البيانات المناخية لـمياكونوجو | البيانات المناخية لـمياكونوجو | البيانات المناخية لـمياكونوجو | البيانات المناخية لـمياكونوجو | البيانات المناخية لـمياكونوجو | البيانات المناخية لـمياكونوجو |
| الشهر                             | يناير                         | فبراير                        | مارس                          | أبريل                         | مايو                          | يونيو                         | يوليو                         | أغسطس                         | سبتمبر                        | أكتوبر                        | نوفمبر                        | ديسمبر                        | المعدل السنوي                 |
| --------------------------------- | ----------------------------- | ----------------------------- | ----------------------------- | ----------------------------- | ----------------------------- | ----------------------------- | ----------------------------- | ----------------------------- | ----------------------------- | ----------------------------- | ----------------------------- | ----------------------------- | ----------------------------- |
| متوسط درجة الحرارة الكبرى °م (°ف) | 11.3 (52.3)                   | 12.5 (54.5)                   | 15.9 (60.6)                   | 20.9 (69.6)                   | 24.3 (75.7)                   | 26.8 (80.2)                   | 30.7 (87.3)                   | 31.3 (88.3)                   | 28.4 (83.1)                   | 23.9 (75.0)                   | 18.8 (65.8)                   | 13.7 (56.7)                   | 21.5 (70.8)                   |
| المتوسط اليومي °م (°ف)            | 5.0 (41.0)                    | 6.5 (43.7)                    | 9.8 (49.6)                    | 15.1 (59.2)                   | 18.8 (65.8)                   | 22.2 (72.0)                   | 26.0 (78.8)                   | 26.1 (79.0)                   | 23.2 (73.8)                   | 17.7 (63.9)                   | 12.3 (54.1)                   | 6.9 (44.4)                    | 15.8 (60.4)                   |
| متوسط درجة الحرارة الصغرى °م (°ف) | −0.4 (31.3)                   | 1.2 (34.2)                    | 4.2 (39.6)                    | 9.8 (49.6)                    | 14.0 (57.2)                   | 18.4 (65.1)                   | 22.5 (72.5)                   | 22.4 (72.3)                   | 19.2 (66.6)                   | 12.6 (54.7)                   | 6.7 (44.1)                    | 1.2 (34.2)                    | 11.0 (51.8)                   |
| الهطول مم (إنش)                   | 60.4 (2.38)                   | 91.1 (3.59)                   | 150.8 (5.94)                  | 223.3 (8.79)                  | 253.6 (9.98)                  | 424.9 (16.73)                 | 343.1 (13.51)                 | 340.6 (13.41)                 | 262.6 (10.34)                 | 115.3 (4.54)                  | 78.5 (3.09)                   | 51.5 (2.03)                   | 2٬395٫7 (94.33)               |
| متوسط تساقط الثلوج سم (إنش)       | 1 (0.4)                       | 1 (0.4)                       | 0 (0)                         | 0 (0)                         | 0 (0)                         | 0 (0)                         | 0 (0)                         | 0 (0)                         | 0 (0)                         | 0 (0)                         | 0 (0)                         | 0 (0)                         | 2 (0.8)                       |
| متوسط الرطوبة النسبية (%)         | 74                            | 73                            | 73                            | 77                            | 78                            | 82                            | 82                            | 82                            | 82                            | 78                            | 78                            | 77                            | 78                            |
| ساعات سطوع الشمس الشهرية          | 172.5                         | 151.5                         | 166.4                         | 153.3                         | 157.3                         | 128.6                         | 190.4                         | 199.1                         | 158.5                         | 177.8                         | 161.7                         | 172.1                         | 1٬989٫2                       |
| المصدر: NOAA (1961-1990)          |                               |                               |                               |                               |                               |                               |                               |                               |                               |                               |                               |                               |                               |

## أعلام
- تاكايوشي تودا
- هيساشي هوريإيكي
- كنشين يوشيمارو
- ماساتوشي ناجاسي
- هيرويوكي ساكاجوتشي